# ISO 3166-2:UY
ISO 3166-2 koderna för Uruguay beskriver de 19 departementen. Den första delen av ISO 3166-1 koden är UY, den andra delen består av två bokstäver som representerar ett departement. Listan är skriven i alfabetisk ordning.
| Kod   | Departement    |
| ----- | -------------- |
| UY-AR | Artigas        |
| UY-CA | Canelones      |
| UY-CL | Cerro Largo    |
| UY-CO | Colonia        |
| UY-DU | Durazno        |
| UY-FS | Flores         |
| UY-FD | Florida        |
| UY-LA | Lavalleja      |
| UY-MA | Maldonado      |
| UY-MO | Montevideo     |
| UY-PA | Paysandú       |
| UY-RN | Río Negro      |
| UY-RV | Rivera         |
| UY-RO | Rocha          |
| UY-SA | Salto          |
| UY-SJ | San José       |
| UY-SO | Soriano        |
| UY-TA | Tacuarembó     |
| UY-TT | Treinta y Tres |